# Amandinea subplicata
Amandinea subplicata är en lavart som först beskrevs av William Nylander och fick sitt nu gällande namn av Dag Olav Øvstedal 2001. 
Amandinea subplicata ingår i släktet Amandinea och familjen Caliciaceae.   Inga underarter finns listade i Catalogue of Life.